# 아르타페르네스

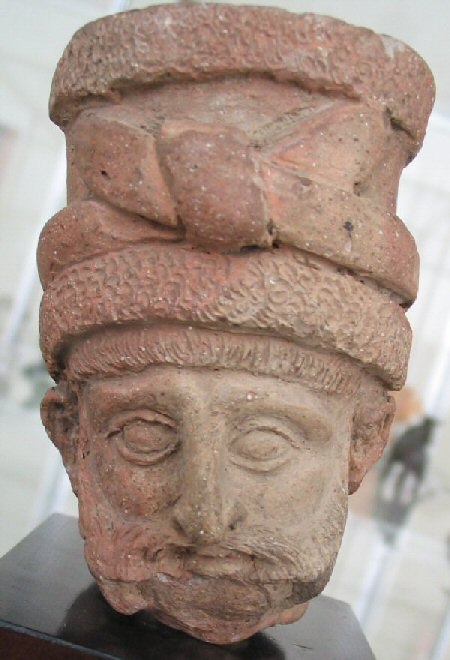

아르타페르네스(고대 그리스어: Ἀρταφέρνης)는 페르시아 제국 아케메네스 왕조의 다리우스 1세의 형제로 사르디스의 사트라프이자 페르시아 장군이다.

## 생애
기원전 6세기, 아르타페르네스는 클레이스테네스가 파견한 것으로 추정되는 아테네의 특사를 받았다. 아르타페르네스는 아테네인에게 아테네의 폭군 히피아스를 복위시키야 한다고 조언했다. 페르시아는 히피아스를 수용하지 않을 경우 아테네를 공격할 것이라고 위협했다. 페르시아의 위험요소에도 불구하고, 아테네는 민주정으로 남기를 원했다. 이 사건 직후, 이오니아 반란이 일어났다.
이어, 아르타페르네스는 이오니아 반란을 진압하는데 중요한 역할을 했다.
아테네와 에레트리아는 페르시아에 대항하기 위한 이오니아의 원군 요청에 응했으며, 군대를 파병했다. 아테네와 에레트리아의 함선이 아테네 부대를 이오니아의 에페수스로 태워 보냈다. 그곳에서 그 부대는 이오니아의 병력과 합세해서 사르디스로 진격했다.

## 어원
아르타페르네스라는 말은 메디아어의 Rta + Farnah(정의의 영광을 부여받은)에서 파생된 말이다. 중세 페르시아어에서 Rta는 Arda-/Ard-/Ord- 형태로 변형되며, 아르다빌(Ardabil, Arta vila 또는 Arta city), 아르타바누스(보호된, 또는 아르타를 보호하는) 그리고 Ordibehesht(최고의 Arta)와 같은 단어들에서 흔적을 찾을 수 있다. Arta는 아케메네스 왕조의 흔한 접두어 이름이며, ‘바름’, ‘정의’ 그리고 ‘궁극의 진실’을 의미한다.